# عبد المؤمن ولد قدور
عبد المؤمن ولد قدور، من مواليد 26 سبتمبر 1951 بتلمسان، رئيس تنفيذي جزائري. تم تعيينه رئيسًا مديرًا عامًا لمجمع سوناطراك في مارس 2017، وأنهيت مهامه في 24 أبريل 2019.

## السيرة
اعتقل يوم 20 مارس بالامارات العربية المتحدة وذلك بعد أن صدرت ضده مذكرة توقيف دولية من طرف القضاء الجزائري